# Gleźnówko
Gleźnówko [ɡlɛʑˈnufkɔ] là một ngôi làng ở quận hành chính của Gmina Darłowo, trong Sławieński, Zachodniopomorskie, ở tây bắc Ba Lan. Nó nằm khoảng 13 kilômét (8 mi) phía tây nam Darłowo, 25 km (16 mi) phía tây Sławno và 152 km (94 mi) về phía đông bắc của thủ đô khu vực Szczecin.
Trước năm 1945, khu vực này là một phần của Đức. Đối với lịch sử của khu vực, xem Lịch sử của Pomerania.
Làng có dân số 95 người.